# Пітер Кодде
Пітер Кодде (нід. Pieter Codde, 1599, Амстердам — 1678, Амстердам) — голландський художник XVII століття. Створював портрети, релігійні композиції, міфологічні картини, жанрові сценки з життя вояків, бюргерів і навіть борделів.

## Життєпис
Рік і місяць народження художника точно не був відомий донедавна. Умовно позначали як 1599—1600. За новими даними він народився 11 грудня 1599 року в Амстердамі.
Не вирішене питання, де і у кого навчався. За припущеннями, він починав в майстерні художника Барента ван Сомерена (1572 — 1632), що окрім створення картин — торгував творами мистецтва, був влсником корчми і в дозвілля — актором (членом камери риторів). Знайомство з Барентом ван Сомереном тривало роками. Відомо навіть, що влітку 1625 року під час вечірки, яку влаштував ван Сомерен, молоді художники Пітер Кодде і Віллем Дейстер вчинили бійку до крові.
Непрямим доказом знайомства з ван Сомереном стала і картина Пітера Кодде — «Актори камери риторів». 1623 року Пітер Кодде узяв шлюб з 18-річною Марітьє Арентс Шилт. В акті, складеному про шлюб, він вперше згаданий як художник. Матеріальний стан художника був непоганим і він узяв в оренду будинок в центральному районі Амстердама (« центральна вулиця євреїв»), де мешкала більшість популярних художників і де мешкав сам Рембрандт з 1631 до 1635 року. У подружжя народилася донька Клара, яка померла 1635 року. Ладу в родині не було. Нова подія надзвичайно погіршила стосунки з дружиною. Художника звинуватили в зраді з покоївкою, хоча доказів не було знайдено. Пітер Кодде навіть провів одну ніч в ув'язненні. Подружжя розлучилося 1636 року і дружина перейшла до Пітера Поттера, сусіда і художника, батька теж художника Паулюса Поттера. Відомо з акту інвентаризації, що на 1636 рік художник був володарем збірки картин різних митців. 7 січня 1657 року від придбав будинок за 5.000 флоринів на Кайзерграхт. 1678 року Пітер Кодде помер в Амстердамі, більшість майна художника успадкувала його економка Барендьє Віллемс.

## Вибрані твори

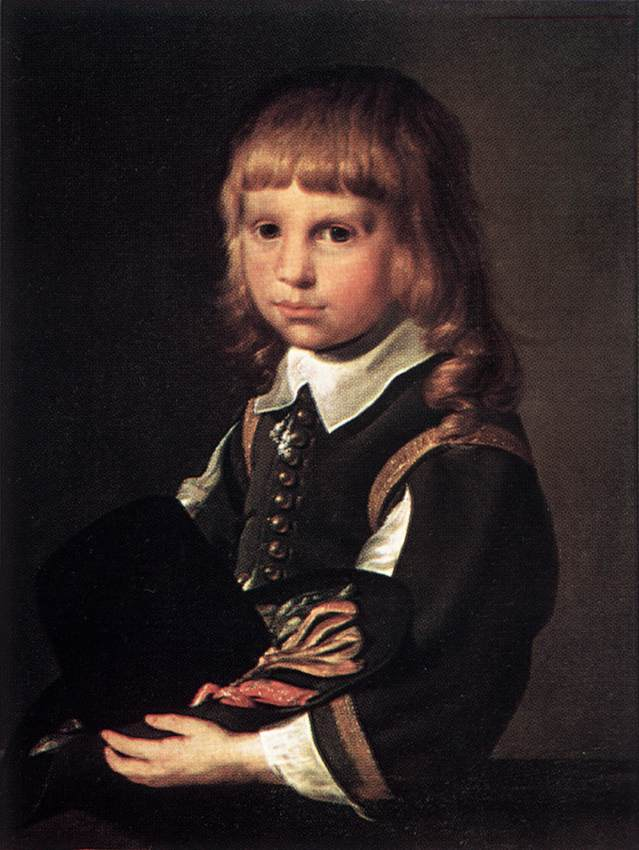
Портрет хлопчика з заможної родини

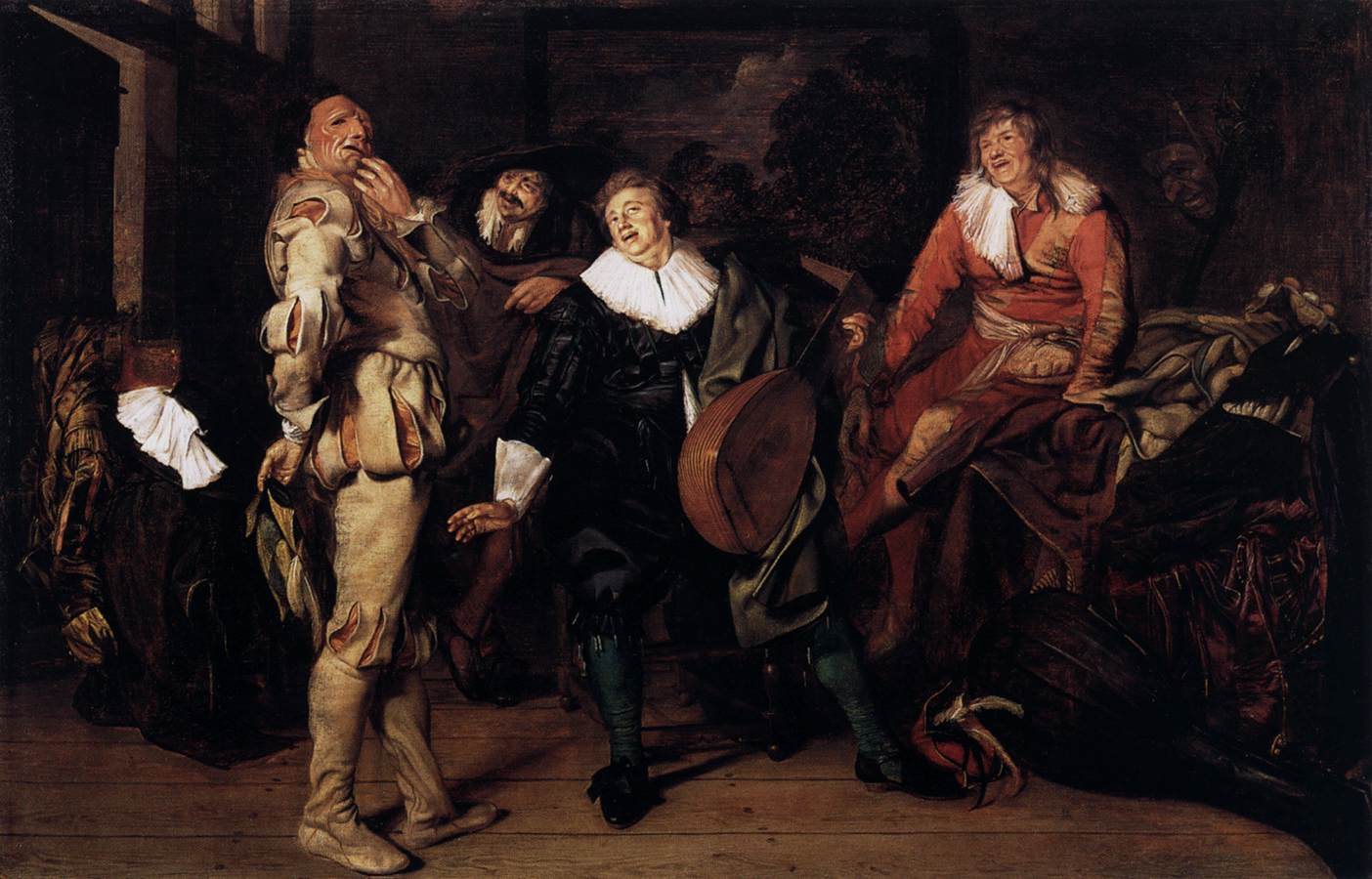
«Актори камери риторів»

- « Венера і Адоніс», Ермітаж, Санкт-Петербург
- « Поклоніння пастухів немовляті Христу»
- Портрет молодика, Ашмолеан музей, Оксфорд, Велика Британія
- «Лютнист», Музей мистецтв Філадельфії, США
- « Художник перед мольбертом», Ермітаж, Санкт-Петербург
- « Урок танцю», Лувр, Париж
- « Подорожні біля руїн», Ермітаж, Санкт-Петербург
- « Шляхетне товариство на полюванні»
- « Жанрова сцена», Ермітаж, Санкт-Петербург
- « Учень художника»
- « Чотири панночки і два кавалери», Державний музей (Амстердам)
- " Актори камери риторів ", Берлін, Берлінська картинна галерея
- « Прихильники мистецтва в майстерні художника», Державна галерея, Штуттгарт, Німеччина
- « Панночка за вірджинелом», приватн. збірка
- « Вечірка з танцями в шляхетному товаристві», приватн. збірка
- " Нудьга "(або «Меланхолія»), Палац витончених мистецтв (Лілль), Франція
- « Груповий портрет гільдії амстердамських арбалетчиків капітана Райнера Реала і лейтенанта Корнеліса Блау», разом з Франсом Галсом,  Державний музей (Амстердам)
- Портрет хлопчика з заможної родини
- « Вояки грабують селянську родину»
- « Груповий портрет родини Твент в інтер'єрі»
- «Концерт», Музей образотворчих мистецтв імені Пушкіна, Москва

## Джерела

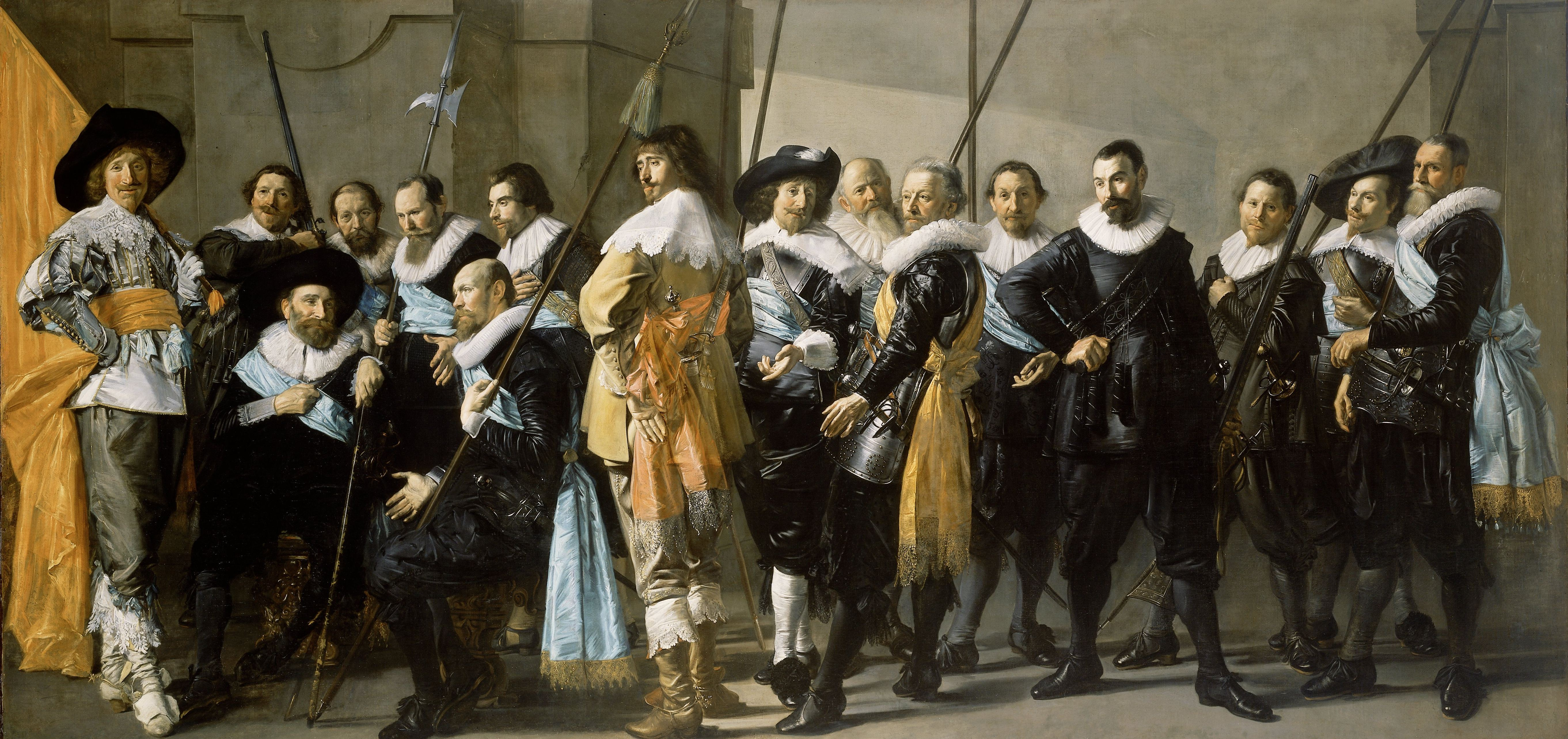
«Груповий портрет гільдії амстердамських арбалетчиків капітана Райнера Реала і лейтенанта Корнеліса Блау», разом з Франсом Галсом, Державний музей (Амстердам)